# Рейес, Энмануэль
Энмануэль Рейес Пла (исп. Enmanuel Reyes Pla; род. 14 декабря 1992, Гавана, Куба) — испанский боксёр-профессионал кубинского происхождения, выступающий в полутяжёлой и в первой тяжёлой весовых категориях.
Член национальной сборной Испании, бронзовый призёр Олимпийских игр 2024 года, бронзовый призёр чемпионата мира (2021), бронзовый призёр Европейских игр (2023), серебряный призёр чемпионата Европы (2022), многократный победитель и призёр международных и национальных турниров в любителях.

## Биография
Энмануэль Рейес Пла родился 14 декабря 1992 года в Гаване, на Кубе.
В 2017 году переехал в Испанию и в 2020 году стал натурализованным гражданином Испании.

## Любительская карьера
В 2014—2016 годах участвовал в полупрофессиональной лиге World Series Boxing в команде «Cuba Domadores», где провёл 3 боя в полутяжёлом весе (до 81 кг) — и во всех трёх боях победил решением судей.

### 2021 год

#### Олимпийские игры 2020 года
В начале июня 2021 года в Париже (Франция), в четвертьфинале Европейского Олимпийского квалификационного турнира, победил болгарина Радослава Панталеева и получил лицензию для выступления на Олимпийских играх 2020 года.
И в июле 2021 года стал участником Олимпийских игр в Токио, соревнуясь в тяжёлом весе (до 91 кг), где в 1/8 финала соревнований досрочно нокаутом во 2-м раунде победил опытного казахстанского боксёра Василия Левита, но в четвертьфинале раздельных решением судей в очень конкурентном бою проиграл кубинцу Хулио Сесару ла Крусу.

#### Чемпионат мира 2021 года
В конце октября — в начале ноября 2021 года в Белграде (Сербия), стал бронзовым призёром чемпионата мира в категории до 92 кг. Где в 1/16 финала победил по очкам француза Сохеба Буафиа, в 1/8 финала по очкам победил иорданца Хуссейна Ишаиша, в четвертьфинале по очкам победил американца Джамара Талли, но в полуфинале по очкам в конкурентном бою проиграл итальянцу Азизу Аббесу Мухийдину.

### 2022 год
В феврале 2022 года участвовал в престижном международном турнире «Странджа» проходившем в Софии (Болгария), где он в 1/8 финала, в конкурентном бою по очкам раздельным решением судей победил итальянца Азиза Аббеса Мухийдина, но в четвертьфинале раздельным решением судей (2:3) проиграл опытному казахскому боксёру Абзалу Куттыбекову, — который в итоге стал бронзовым призёром данного турнира.
В мае 2022 года, в составе испанской сборной стал серебряным призёром чемпионата Европы в Ереване (Армения), в весе до 92 кг. Где он в четвертьфинале по очкам победил украинца Роберта Мартона, в полуфинале по очкам победил армянина Нарека Манасяна, но в финале по очкам проиграл итальянцу Азизу Аббесу Мухийдину.
11 декабря 2022 года в Абу-Даби (ОАЭ), на турнире IBA Champions’ Night в завершении III Global Boxing Forum, в рамках новой полупрофессиональной боксёрской серии IBA Pro Series, в 5-раундовом поединке единогласным решением судей проиграл серебряному призёру Олимпийских игр 2020 года россиянину Муслиму Гаджимагомедову.

### 2023 год
В феврале 2023 года он стал бронзовым призёром международного турнира на призы короля Марокко Мухаммеда VI в Марракеше (Марокко), в полуфинале по очкам опять проиграв опытному итальянцу Азизу Аббесу Мухийдину, — который в итоге стал победителем этого турнира.
В июне 2023 года стал бронзовым призёром на III-х Европейских играх в Кракове (Польша), в весе до 92 кг. Где он в 1/16 финала соревнований по очкам решением большинства судей (4:1) победил француза Сохеб-Юсефа Буафиа, затем в 1/8 финала по очкам единогласным решением судей (5:0) победил опытного армянина Нарека Манасяна, в четвертьфинале по очкам единогласным решением судей (5:0) победил немца Александра Окафора, но в полуфинале по очкам раздельным решением судей (1:4) проиграл ирландцу Джеку Марли.

### 2024 год
В марте 2024 года, в городе Бусто-Арсицио (Италия) участвовал в 1-м мировом Олимпийском квалификационном турнире, где он дошёл до четвертьфинала в весе до 92 кг, в котором по очкам со счётом 5:0 победил серба Садама Магомедова, и завоевать лицензию для участия в Парижской Олимпиаде-2024.

## Профессиональная карьера
7 октября 2022 года дебютировал на профессиональном ринге, проведя свой первый бой в городе Ла-Корунья (Испания), где он досрочно нокаутом в 3-м раунде победил румына Адриана Буханюка (1-0).

## Статистика профессиональных боёв
В таблице перечислены результаты всех поединков боксёров.
В каждой строке указан результат поединка. Дополнительно номер поединка обозначен цветом, который обозначает итог поединка. Расшифровка обозначений и цветов представлена в нижеследующей таблице.
| Пример | Расшифровка                     |
| ------ | ------------------------------- |
|        | Победа                          |
|        | Ничья                           |
|        | Поражение                       |
|        | Планируемый поединок            |
|        | Поединок признан несостоявшимся |
| КО     | Нокаут                          |
| ТКО    | Технический нокаут              |
| PTS    | Решение судей (по очкам)        |
| UD     | Единогласное решение судей      |
| MD     | Решение большинства судей       |
| SD     | Раздельное решение судей        |
| RTD    | Отказ от продолжения боя        |
| DQ     | Дисквалификация                 |
| NC     | Поединок признан несостоявшимся |

| 1 поединок, 1 победа (1 нокаутом). | 1 поединок, 1 победа (1 нокаутом). | 1 поединок, 1 победа (1 нокаутом). | 1 поединок, 1 победа (1 нокаутом). | 1 поединок, 1 победа (1 нокаутом).                                         | 1 поединок, 1 победа (1 нокаутом). | 1 поединок, 1 победа (1 нокаутом). |
| Бой                                | Рекорд                             | Дата боя                           | Соперник                           | Место проведения боя                                                       | Раундов, время                     | Дополнительно                      |
| ---------------------------------- | ---------------------------------- | ---------------------------------- | ---------------------------------- | -------------------------------------------------------------------------- | ---------------------------------- | ---------------------------------- |
| 1                                  | 1-0                                | 7 октября 2022                     | Адриан Буханюк (1-0)               | Polideportivo Municipal Barrio de las Flores, Ла-Корунья, Галисия, Испания | KO 3 (6)                           | Дебют в профессиональном боксе.    |